# Hiato de Winslow
El hiato de Winslow (conocido como foramen omental o foramen epiploico), es un orificio entre el epiplón mayor y el epiplón menor, a través del cual se puede tener acceso a la bolsa omental, que se encuentra en la parte posterior y es denominada por los anatomistas transcavidad de los epiplones la cual es sólo una cavidad virtual, ya que no es un hueco sino una especie de bolsa contenedora del estómago y el hígado.

## Límites
Los límites del hiato de Winslow son:
- Superior:
  - Proceso caudado del hígado
  - Hoja inferior del ligamento coronario
- Posterior:
  - Vena cava inferior
- Inferior:
  - Bulbo duodenal
- Anterior: (epiplon menor)
  - Vena Porta
  - Arteria Hepática
  - Conducto Biliar
  - Ligamento hepato-duodenal

Entrada o hiato de Winslov. Está guardada por diversas estructuras:
- Pilar anterior: borde libre del pedículo hepático, por el que discurren: el tronco de la vena porta del hígado, la vía biliar principal o el hepatocolédoco y la arteria hepática propia. 
- Pilar posterior: vena cava inferior.
- Dintel : el curso arqueado de la arteria gástrica izquierda o coronaria estomáquica.
- Escalón: arteria hepática común. 
Vestíbulo.  Guardado por las siguientes estructuras:
- Pared anterior: cara posterior del pedículo hepático y el epiplón menor.
- Pared posterior: páncreas.
- Techo: cara visceral del lóbulo derecho hepático, es decir, lóbulo caudado. 
Cuerpo. Guardado por:
- Ventralmente: cara posterior del estómago.
- Dorsalmente: páncreas.
- Fondo izquierdo: bazo.
- Techo: reflexión del peritoneo parietal posterior al saltar sobre el hígado.
- Suelo: hoja superior del mesocolon transverso.